# Нестеренко Кирило Олександрович
Кирило Олександрович Нестеренко (нар. 1 березня 1992, Макіївка, Україна) — колишній український футболіст. Через травми рано завершив ігрову кар'єру і став тренером. Наразі очолює «Олександрію».

## Біографія

### Ігрова кар'єра
Вихованець донецького «Металурга». У дитячо-юнацькій футбольній лізі України грав з 2005 року до 2009 року і провів 74 матчі, забивши 16 голів.
У 2008 році Нестеренка було переведено в дубль «Металурга», який виступав у молодіжній першості України з футболу. 1 серпня 2008 року Кирило дебютував у молодіжному чемпіонаті у виїзному матчі проти «Кривбасу» (1:2). Нестеренко вийшов під 26-м номером, замінивши на 90-й хвилині Ігоря Тимченка. У своєму першому сезоні у молодіжному чемпіонаті 2008/09 провів 20 ігор.
У наступному сезоні 2009/10 Кирило Нестеренко у першості дублерів відіграв 19 матчів, у яких отримав 2 жовті картки. У сезоні 2010/11 у молодіжному чемпіонаті провів 22 матчі, забив 2 голи (у ворота «Кривбасу» та «Волині») та отримав 3 жовті картки. У сезоні 2011/12 Кирило почав грати не лише на своїй позиції півзахисника, а й на позиції лівого захисника. Всього цього сезону Нестеренко провів 22 гри, забив 3 м'ячі (дубль у ворота «Ворскли» та один гол «Таврії»), не реалізував 1 пенальті та отримав 7 жовтих картки.
4 листопада 2012 року дебютував у Прем'єр-лізі України у виїзному матчі проти одеського «Чорноморця» (3:0), Нестеренко вийшов на 78 хвилині замість Артема Барановського. 13 квітня 2013 року провів свій 100-й матч у молодіжному чемпіонаті у виїзному поєдинку проти київського «Арсеналу» (2:0). 18 травня 2013 року у грі проти одеського «Чорноморця» (4:0) у чемпіонаті дублерів Нестеренко отримав травму, після якої не грав протягом семи місяців[7]. У молодіжній першості 2012/13 зіграв 23 матчі, забив 2 голи (у ворота «Волині» та «Ворсклі») та отримав 5 жовтих карток.
Напередодні старту чемпіонату України 2013/14 головний тренер донецького «Металурга» Юрій Максимов покладав великі надії на Кирила Нестеренка, але у зв'язку з отриманою травмою він пропустив сезон.
Взимку 2014 року головний тренер основної команди «Металурга» Сергій Ташуєв взяв Кирила Нестеренка на два навчально-тренувальні збори в Туреччині. У сезоні 2013/14 у молодіжному чемпіонаті провів 3 гри. У наступному сезоні 2014/15 за «Металург» Нестеренко не було заявлено, через повторно отриману травму на коліно.
На початку 2015 року перейшов до литовського клубу «Шяуляй».
Кирило Нестренко після травми розриву хрестоподібних зв'язок, через дві невдалої операції на коліно та тривалої реабілітації, змушений був закінчити кар'єру футболіста у 24 роки. Подальшу кар'єру у футболі він вирішив продовжити, ставши тренером у своєму рідному клубі, який виховав його як футболіста.

### Тренерська кар'єра
З 2016 року — тренер молодіжної команди (до 21 року) кам'янської «Сталі». З 2017 року тренер основної команди кам'янської «Сталі».
Кирило Нестеренко увійшов до історії чемпіонату України як наймолодший тренер команди УПЛ, на матч 11 туру чемпіонату України 2017/2018 вивів основну команду, яка, до речі, нещодавно була визнана наймолодшою в Європі, кам'янською «Сталі» на поєдинок проти рівненського «Вереса».
9 грудня 2017 року вивів основну команду на матч із «Маріуполем». Через дискваліфікацію головний тренер «Сталі» Нікола Костов спостерігав за грою з ложі.
Кам'янська «Сталь» яка минулого сезону грала в Українській прем'єр-лізі і посіла останнє місце, змінила назву на «Фенікс» Буча. 21 червня 2018 року команда вийшла з відпустки та розпочала підготовку до нового сезону Першої ліги, клуб розпочав підготовку під керівництвом Кирила Нестеренка.

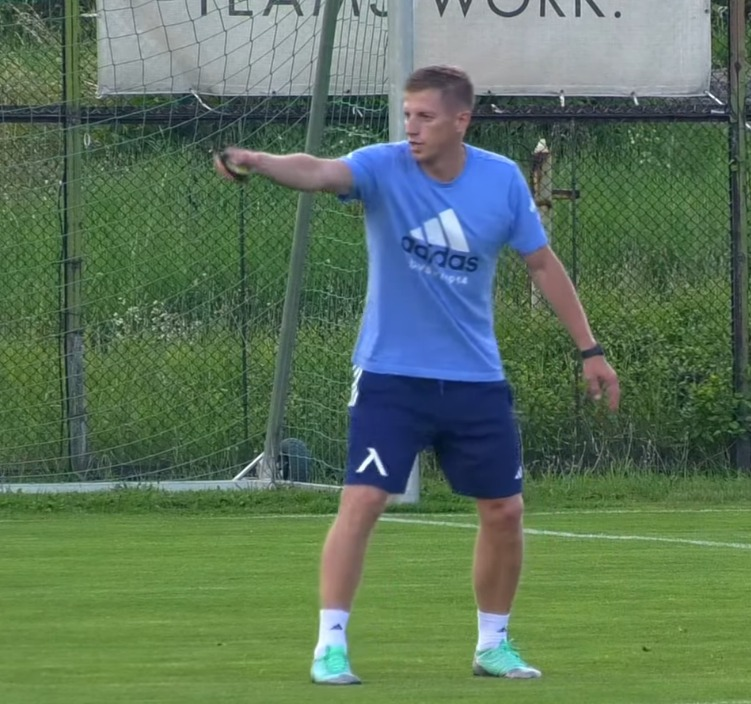

9 липня 2018 року у зв'язку з фінансовими труднощами «Фенікс» Буча (кам'янська «Сталь») оголосила про припинення свого існування.

18 липня 2018 року підписав контракт із казахстанським клубом «Шахтар» Караганда та був призначений асистентом головного тренера Ніколи Костова. Наприкінці сезону 2019 після закінчення контракту з клубом «Шахтар» Караганда, повернувся додому в Україну. 2020 року підвищував кваліфікацію тренера, де проходив стажування у клубі «Шахтар» Донецьк. 

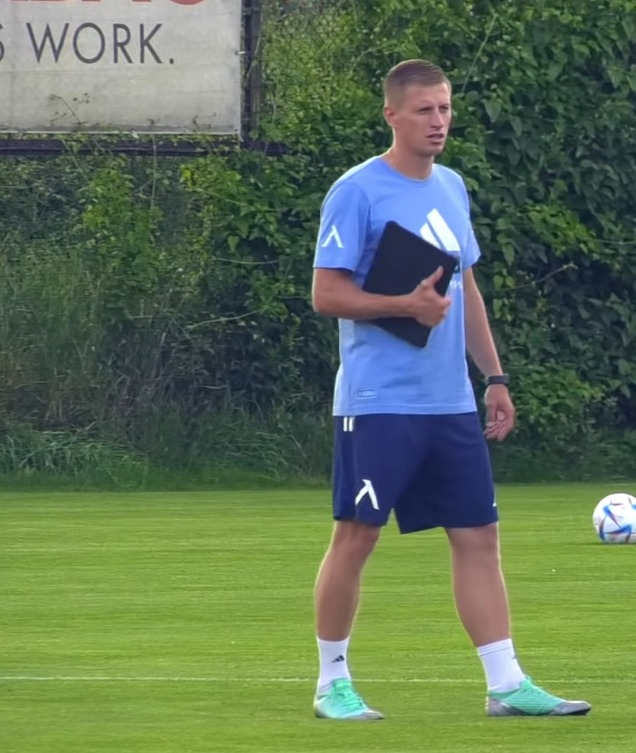

Після невеликої паузи та пандемії (COVID-19) у країні та у всьому світі, у 2021 році телеканал «Футбол 1,2,3» запросили Кирила Нестеренка експертом-аналітиком. 2021 був яскравий і плідний для Кирила він брав участь на матчах чемпіонату України 2021/22 і аналізував матчі Євро 2020.
На початку 2022 року повернувся до тренерської діяльності, увійшовши до тренерського штабу клубу «Каспій» Актау з чемпіонату Казахстану, де знову став допомагати Ніколаю Костову. Після закінчення роботи в «Каспії» у листопаді 2022 року, Нестеренко разом із Костовим перейшли на роботу у «Левскі» (Софія), де працювали до 2024 року.
У червні 2025 року Нестеренка було призначено головним тренером «Олександрії».